# Жарінова Алла Георгіївна
А́лла Гео́ргіївна Жа́рінова, доктор економічних наук, професор. Основний науковий напрямок – економіка підприємств. Є членом Спеціалізованої ради з захисту дисертацій. Автор понад 150 наукових праць.
Сфера інтересів - проведення досліджень за напрямами наукової комунікації, відкритого доступу, відкритої науки, наукометрії, поширення інформації про наукові дослідження та підвищення їх результативності шляхом створення встановлення керівних принципів створення та відкриття якісних метаданих про наукові. 

## Життєпис

### Освіта, наукова діяльність
З відзнакою закінчила Кіровоградський інститут сільськогосподарського машинобудування (1980 р.) і отримала диплом інженера-механіка, у 2002 році закінчила Міжгалузевий інститут підвищення кваліфікації кадрів при НТУУ «Харківський політехнічний інститут», здобула кваліфікацію менеджера інтелектуальної власності та в 2007 році отримала диплом юриста в Одеській національній юридичній академії. 
1993 – 2014рр. обіймала керівні посади в наукових установах, організаціях, ДНУ «Український інститут науково-технічної і економічної інформації», ДП Український інститут промислової власності», ДП «Український державний центр радіочастот», ВНЗ "Київський національний університет будівництва і архітектури».

### Кар'єра
1993 – 2014рр. обіймала керівні посади в наукових установах, організаціях, ДНУ «Український інститут науково-технічної і економічної інформації», ДП Український інститут промислової власності», ДП «Український державний центр радіочастот», ВНЗ "Київський національний університет будівництва і архітектури».
2014 - 2016 роки  - Голова Державної служби інтелектуальної власності України.
З 2017 року виконує обов'язки директора Державної науково-технічної бібліотеки України. Під її керівництвом успішно пройдено  державну атестацію ДНТБ України, як наукової установи та отримано відповідний статус.
З 2019 року обрана головою Технічного комітету ТК 144 “Інформація і документація” . Функціями цього комітету є: розробка, погодження та супроводження національних стандартів «Інформація і документація» у сфері бібліотечної справи, документування та інформаційних центрів, видавничої справи, архівів, управління документами, музейної документації, послуг індексації та резюмування, а також інформатики. 

## Нагороди та відзнаки
Грамота Міністерства освіти і науки України (наказ МОН № 729-к від 12.09.2002 р.) 